# Jerzy Mikołaj Hylzen
Jerzy Mikołaj Hylzen herbu Hilzen, inne formy nazwiska: Hilzen, Hülsen, Hylsen, ps. i krypt.: Pewien Biskup i Senator; X. J. H. B. S. (ur. 6 grudnia 1692 w Dagdzie, zm. 26 kwietnia 1775 w Warszawie) – biskup smoleński w latach 1745–1763, duchowny pisarz wielki litewski od roku 1740, autor, tłumacz i wydawca pism religijnych.

## Życiorys
Urodził się w dziedzicznej Dagdzie (Inflanty), jako syn Jerzego Konstantego, starosty marienhauskiego, i Anny Schimmelpfenig; starszy brat wojewody mińskiego Jana Augusta (ojca Józefa Jerzego Hylzena), Jadwigi Karoliny za Janem Franciszkiem Szadurskim (rodziców Jana Szadurskiego męża kasztelanki inflanckiej Doroty Niemirowicz-Szczytt) i Eleonory za Samuelem Sołtanem (rodziców Teodory Sołtan za wojewodą Jerzym Stanisławem Sapiehą).
Obrał stan duchowny. Został mianowany proboszczem katedry inflanckiej w Dyneburgu. 11 października 1738 wybrany kanclerzem kapituły wileńskiej (instalowany 7 kwietnia roku 1739). Z poparciem Sapiehów jako rejent kancelarii królewskiej (od roku 1738) został 10 czerwca 1740 pisarzem wielkim litewskim. Im też zawdzięczał, po śmierci biskupa B. Gosiewskiego, prekanonizowanie 10 maja roku 1745 (Rzym) oraz wyniesienie 13 lutego 1746 (Warszawa) na biskupstwo smoleńskie. W roku 1749 otrzymał dodatkowo probostwo świeckie (Prusy), a następnie probostwo w Wieliżu. W 1758 oddał zarząd diecezji koadiutorowi Gabrielowi Wodzińskiemu, a 17 lipca 1763 zrezygnował z biskupstwa. W 1759 został kawalerem Orderu Orła Białego.

## Twórczość
Był autorem, tłumaczem i kompilatorem wielu dzieł religijnych. W roku 1768 współpracował z Monitorem.

### Ważniejsze dzieła
- List pasterski do wszystkiego duchowieństwa diecezji smoleńskiej, Wilno 1746 (informacja Estreichera za Jocherem)
- De obligationibus et mente Ecclesiae, powst. 1747 (informacja w liście do J. A. Załuskiego; prawdopodobnie identyczne z dysertacją o duchu prawdziwie kapłańskim, nad którą pracował jeszcze w roku 1762?)
- (Reguły kazań), brak miejsca wydania 1747 (informacja Estreichera za Jocherem)
- Biskup Smoleński wszystkiemu w zobopólności duchowieństwu tak świeckiemu, jako i zakonnemu, tudzież wszelkiej kondycji, stanu i powołania ludziom, panom i obywatelom i poddanym, miłym w Chrystusie Panu owieczkom diecezji smoleńskiej (dat. Dagda 9 grudnia 1747), brak miejsca i roku wydania
- Pia ad Sanctissimam Trinitatem suspiria, brak miejsca wydania (około roku 1750), (informacja Estreichera za Jocherem)
- Głos pasterski... biskupa smoleńskiego... do owieczek swoich miany, a tymże owieczkom... do czytania na potomną afektu swego pamiątkę pod zaszczytem Herbownego Załuskich Baranka w druku podany, Kraków 1756
- Mowa miana dnia 15 czerwca roku 1763 przez... biskupa smoleńskiego do zgromadzonego na ostatniej z sobą konferencji, w obecności dwóch biskupów, duchowieństwa diecezji smoleńskiej, przy zdaniu rządów tej to diecezji JW. JMci Xiędzu Wodzińskiemu onejże biskupowi, brak miejsca wygłoszenia (1763)
- Nauki pasterskie miesięczne, Wilno 1761 (druk rozpoczęty, czy może ukończony?); informacja w korespondencji
- Consilium de recta beneficiorum Ecclesiae conferendorum ratione (informacja Estreichera za Janockim)
- Monitor 1768, nr 32 (autor)
- Prace edytorskie poz. 2.

Natomiast Estreicher XVIII (1901) 325-326 mylnie przypisywał mu autorstwo druku: Lament umierającego przez J. z E. H. W. M. ... wierszem, dla wyboru myśli, wyśmienitości rozkładu, opisany z rękopisma troskliwie konserwowanego a teraz z trudnością wydobytego do rozpamiętywania światu podany, brak miejsca wydania 1767 – którego faktycznym autorem był jego młodszy brat, Jan Augustyn Hylzen.

### Przekłady
- P. Segnery: Nauka dla poczynającego słuchać spowiedzi... napisana po włosku przez X. Pawła Segnery Soc. J., a przez X. Wojc. Tylkowskiego na polski język przełożona, teraz powtórnie przez... Jerzego Hilzena Regent. Koron. Kancl. Diec. Wil. Prob. Katedr. Inflant..., Wilno 1740; wyd. następne: Lwów 1760
- L. Scupuli: Wojna duchowna, Wilno 1741; informacja Estreichera XXVII (1929) 319 za Janockim; według odsyłacza Estreichera z t. XVIII (niepotwierdzonego jednak w t. XXVII) przekład przedr. Warszawa 1782; druk ten zawiera ponadto przydatek tegoż dzieła jako też „Drogę rajską i sposób wspomagania chorych”
- C. Fleury: Opisanie historyczne obyczajów pierwszych chrześcijan i kościelnej karności, tudzież przyczyn, dla których w niej w następujących wiekach aż do naszych czasów, różne odmiany... Z przedniejszych autorów i dziejów kościelnych wybrane, a w polskim języku wydane przez pewnego Biskupa i Senatora polskiego roku 1746, cz. 1-4, brak miejsca wydania 1746; wyd. następne: t. 1-2, Supraśl 1784; (dedykowane Fryderykowi Chrystianowi, królewiczowi polskiemu – podpisana krypt. X. J. H. B. S.)[7].

### Prace edytorskie
1. R.F. Bellarmin: Monita confessarii imprimis pro directione at vero praelatis et parochis pro correctione scitu perquam necessaria in Epistola Cardinalis Bellarmini et in annexis ad eam annotationibus comprehensa per..., Gdańsk 1749; wyd. następne pt. Monita generalia de officiis confessarii..., Wilno 1752 (dedykowane papieżowi Benedyktowi XIV)
2. M. Śmiglecki: Nauka krótka o lichwie i o wyderkach, czyńszach, spolnych zarobkach, najmach, arendach i samokupstwie, w książce przez... pisanej i już przeszłego wieku po siedm razy przedrukowanej, tudzież o powinnościach rodziców, panów i gospodarzów względem dziatek, poddanych i czeladzi, i o święceniu świąt, w listach dwóch pasterskich zawarta, i dla instrukcji diecezjanów swoich od kochającego ich pasterza do druku podana, Wilno 1753; na początku list Hylzena (dat. 14 grudnia 1752); przedr. edycji z roku 1640 (do rozdz. VIII)[8]
3. Pisma Bożego Starego i Nowego Testamentu wybrane rozdziały, tudzież części rozdziałów i wiersze, które zdają się być najpotrzebniejsze, aby od każdego prawowiernego czytane i rozważane były. Dla zbawiennego pożytku kochanych owieczek diecezji mianowicie Smoleńskiej, Wilno 1755
4. (J. A. Załuski): Rozmowy dwóch kawalerów katolika z dysydentem o nowym piśmie, które wyszło z napisem „Wykład praw dysydenckich wiernie spisany r. 1767”, brak miejsca wydania 1767 (informacja w korespondencji)
5. Nowa rozmowa dwóch kawalerów katolika z dysydentem o nowym piśmie przydanym do dawniejszych praw dysydenckich wykładu z napisem: „Uwagi nad stanem dysydenckim w Polszcze, wiernie jako i pierwsze spisane”, brak miejsca wydania 1767 (informacja w korespondencji).

### Listy
- Do J.A. Załuskiego z lat 1742–1773, rękopisy: Biblioteka Narodowa, sygn. 3242-3268
- Do Jerzego Mniszcha, rękopisy: Biblioteka Czartoryskich, sygn. 3855, 3857
- Do Jana Ogrodzkiego, rękopis: Biblioteka Czartoryskich, sygn. 706
- Od Kajetana Sołtyka z Lubomli 19 lipca 1764, rękopis: Hauptstaatsarchiv w Dreźnie, sygn. 3691; fragm. cytuje K. Rudnicki: „Biskup Kajetan Sołtyk, 1715-1788”, Kraków 1906, Monografia w Zakresie Dziejów Nowożytnych nr 5, s. 74.